# El tamaño de las sandías
El tamaño de las sandías (título original: The Size of Watermelons) es una película canadiense de comedia y musical de 1996, dirigida por Kari Skogland, escrita por Rob Stefaniuk, musicalizada por Ron Sures, en la fotografía estuvo Miroslaw Baszak y los protagonistas son Paul Rudd, Donal Logue, Ione Skye y Donovan Leitch Jr., entre otros. El filme se estrenó el 19 de septiembre de 1996.

## Sinopsis
Alex nunca ha tenido amigos y no tiene un objetivo claro en su vida. Mientras concurre a la Escuela de Arte de Venice Beach, conoce a Lizzy, Patrick y Gnome, ellos se transforman en sus amigos. Alex decide rodar un filme, un documental político alternativo en blanco y negro. Contrata a algunos alumnos de cine, conoce a la chica ideal y está preparado para realizar su película. Hasta el momento del primer rodaje, cuando Gnome, que tiene el dinero, desaparece.